# حقل المقوع الجنوبي
حقل المقوع الجنوبي هو حقل نفطي كويتي يقع في منطقة البرقان الكبير. تم اكتشافه في عام 1984، تملكه وتديره شركة نفط الكويت. يبلغ إجمالي الاحتياطي المؤكد للحقل حوالي 25 مليار برميل (3.5 مليار طن)، ويبلغ إنتاجه حوالي 300 ألف برميل يوميًا، وهو ما يمثل ما يقارب 10% من الإنتاج اليومي الإجمالي للنفط في الكويت.

## الموقع
يقع الحقل في منطقة البرقان الكبير المشهورة بصناعة النفط جنوب مدينة الأحمدي، تم اكتشافه في عام 1984، وبدأ الإنتاج فيه في العام التالي.

## حوادث إنتاجية وأمنية
شهد حقل المقوع الجنوبي عدداً من الحوادث المرتبطة بالإنتاج والتشغيل، من أبرزها:
- في عام 1991، تم إطفاء آخر بئر مشتعلة في الحقل، وهي بئر (مقوع 46)، وذلك ضمن جهود إطفاء حرائق آبار النفط الكويتية عقب الغزو العراقي، في واحدة من أكبر عمليات الإطفاء في تاريخ صناعة النفط.[3]
- كما اندلع حريق محدود في (مركز تجميع 20) التابع للحقل، وتمت السيطرة عليه خلال نحو نصف ساعة دون تسجيل أضرار بشرية أو مادية كبيرة، ودون التأثير على العمليات الإنتاجية، بحسب ما أفادت به وكالة الأنباء الكويتية.[4][5]
- وفي عام 2017، أعلنت شركة نفط الكويت عن نجاحها في وقف تسرب نفطي في إحدى آبار الحقل، مؤكدةً التزامها بتطبيق معايير الصحة والسلامة المهنية خلال عمليات السيطرة والمعالجة.[6]